# Хролова Ірина Олегівна
Іри́на Оле́гівна Хроло́ва (9 лютого 1956, Жданов, Сталінська область, УРСР — 8 квітня 2003, Москва, Росія) — російська поетеса.

## Життєпис
Дитячі та юнацькі роки пройшли в селищі Редкіно Конаковського району Калінінської області. Закінчила Редкінську середню школу № 1. Після закінчення школи вступила до культпросвітучилища в Твері (тоді ще — Калінін), потім працювала машиністкою в редакції «Калінінської правди».
У 23 роки Ірина — студентка Літературного інституту ім. М. Горького. Навчалася в семінарі Льва Ошаніна. Її творчість цінували Б. Ахмадуліна, Р. Казакова, А. Дементьєв. Вірші Хролової друкувалися в журналах «Юність» і «Постскриптум», альманахах «Тверський бульвар» і «Теплий стан», в антології «Російська поезія XX століття» (ОЛМА-ПРЕС, 1999). За життя Ірини вийшла тільки тоненька книжечка її віршів «Якщо можеш — воскресни» (1996).
В кінці 1980-х — на початку 1990-х працювала у відділі рукописів журналу «Юність».
Ірина Хролова померла 8 квітня 2003 року в Москві. Незабаром після смерті вийшла книга її вибраних віршів «Я жива» з передмовою Ігоря Меламеда.

## Книги
- Хролова И. Если можешь — воскресни: книга стихов. — М. : РИФ «РОЙ», 1996. — 48 с.
- Хролова И. Я жива: Избранные стихотворения / Предисловие: И. Меламеда. — М. : Издательское содружество А. Богатых и Э. Ракитской, 2004.
- Хролова И. Чепушок и его друзья. Стихи для детей. — Тверь, 2011.

## Рецензії
Думка Ігоря Меламеда про книгу «Я жива» —
|  | Читачеві, який очікує від поезії будь-яких карколомних новацій, я б не порадив відкривати цю книгу. Справжня поезія завжди має наступність. І формально, і змістовно Хролова поет цілком традиційний. Її вчителями можна назвати нині всіма «заїжджених» Ахматову і Цвєтаєву (ранню). Досвідченіший читач неодмінно відзначить вплив Георгія Іванова, якому присвячено, до речі, один з її віршів («Вимірюється вічність не мірою смерті...»). Від Іванова — лапідарність, фрагментарність її віршів, їх буденна, приземлена інтонація, здатність чітко називати речі своїми іменами. Але крізь всілякі впливи чудесним чином проривається власний неповторний голос Ірини Хролової. І подібна оригінальність, як у більшості класичних поетів, є не стільки впізнаваним рядом особливих стилістичних прийомів, ця оригінальність відчувається скоріше як душа того чи іншого вірша, циклу, книги, творчості в цілому…Оригінальний текст (рос.) Читателю, ожидающему от поэзии каких-либо сногсшибательных новаций, я бы не посоветовал открывать эту книгу. Подлинная поэзия всегда преемственна. И формально, и содержательно Хролова поэт вполне традиционный. Её учителями могут быть названы ныне всеми «заезженные» Ахматова и Цветаева (ранняя). Более искушенный читатель непременно отметит влияние Георгия Иванова, которому посвящено, кстати, одно из её стихотворений («Измеряется вечность не мерою смерти…»). От Иванова — лапидарность, фрагментарность её стихотворений, их обыденная, приземленная интонация, способность четко называть вещи своими именами. Но сквозь всевозможные влияния чудесным образом прорывается собственный неповторимый голос Ирины Хроловой. И подобная оригинальность, как у большинства классических поэтов, есть не столько опознаваемый ряд особенных стилистических приемов, эта оригинальность ощущается скорее как душа того или иного стихотворения, цикла, книги, творчества в целом… |